# Форд, Джон (режиссёр)
Джон Форд (англ. John Ford, настоящее имя Джон Мартин Фини, англ. John Martin Feeney; 1 февраля 1894, Кейп-Элизабет, Мэн — 31 августа 1973, Палм-Дезерт, Калифорния) — американский кинорежиссёр, сценарист, продюсер и писатель, крупнейший мастер вестерна, единственный в истории обладатель четырёх «Оскаров» за лучшую режиссуру.

## Биография
Родился 1 февраля 1894 года в городе Кейп-Элизабет (штат Мэн) в семье ирландского происхождения, где был тринадцатым (последним) ребёнком. После окончания колледжа работал в рекламном агентстве обувной фабрики. Уроженец Новой Англии, Форд приехал в Калифорнию в июле 1914 года, чтобы работать дублёром, а затем и оператором на фильмах своего старшего брата Фрэнсиса Форда, который играл во многих лентах Томаса Эдисона, Жоржа Мельеса, Томаса Инса и других пионеров кинематографа. Некоторое время был реквизитором, администратором, статистом (например, в «Рождении нации» Дэвида Уорка Гриффита).
В 1917 году продюсер Карл Леммле доверил Форду-младшему кресло режиссёра (как вспоминал сам Форд, за то, что он умел громко кричать на членов съёмочной группы). Из 60 картин (в основном вестернов), которые Форд снял в эпоху немого кино, сохранилось меньше дюжины. Многие из них были сняты всего за два-три дня, однако эпический «Железный конь» 1924 года стал вехой в развитии жанра: на съёмках были заняты 5000 человек.
Форд довольно быстро адаптировался к условиям звукового кино. В 1928 году он снимает драму «Четыре сына» под явным влиянием «Восхода солнца» Мурнау и с использованием тех же декораций. В 1930-е годы Форд заработал репутацию одного из самых надёжных и «дисциплинированных» режиссёров, у которого «всё под контролем». Именно ему была поручена экранизация нашумевшего романа Джона Стейнбека «Гроздья гнева». В центре сюжета — история излюбленной режиссёром «сплочённой группы» — семьи бедных фермеров из Оклахомы, которые в силу обстоятельств остаются без работы. За долги представители банка заставляют их покинуть свой дом и устремиться в Калифорнию в поисках лучшей жизни.
После 10-летнего перерыва Форд решил вернуться к тематике Дикого Запада. Его фильм «Дилижанс» (1939) предопределил пути развития вестерна на годы вперёд. Он стал для него первым звуковым вестерном. Относительно фильма режиссёр отмечал: «Я всегда пытаюсь рассказать о некой человеческой ячейке, группе самых разных людей, которых судьба свела вместе, и они объединились против некой общей опасности» (тема близка к фильму «Гроздья гнева»). Начиная с этой работы постоянным фоном для вестернов Форда (в каком бы штате ни происходило их действие) становится живописная долина Монументов в штате Юта. До него там снимали другие режиссёры, но после него эта местность стала прочно ассоциироваться с прославленным мастером и её даже стали называть «долиной Форда». Позже другие режиссёры избегали этих мест, чтобы не быть обвинёнными в имитации фирменного фордовского стиля. 
После окончания войны вернулся к постановке вестернов и фильмов на военную тематику. В 1940-е и 1950-е годы Форд создаёт «золотой фонд» классических вестернов. Над их созданием работала сплочённая съёмочная группа и неизменная труппа актёров во главе с Джоном Уэйном и Генри Фондой. Несмотря на преданность актёров, про жёсткость Форда на съёмочной площадке ходили легенды. Зачастую он провоцировал конфликты между актёрами, чтобы добиться в кадре необходимого эмоционального накала.
После нападения Японии на Перл-Харбор Форд вызвался снять документальный фильм о произошедшем. 4 января 1942 года он получил разрешение, а 16 января прибывает на остров Оаху. В этой командировке он снял фильм «7 декабря», вышедший на экраны в 1943 году. Во время Второй мировой войны Форд служил во флоте, был ранен, снимая битву за Мидуэй, принимал участие в высадке на Омаха-бич. По окончании войны ему было присвоено звание контр-адмирала. Вернувшись к режиссуре, Форд реализовал масштабно задуманную «кавалерийскую трилогию» по мотивам произведений Дж. Белла. В 1956 году снял эпический вестерн «Искатели», ныне признаваемый Американским институтом кино безусловной вершиной жанра.
По воспоминаниям близких к Форду людей, его тяготила репутация «короля вестернов», а интересы вовсе не исчерпывались тематикой Дикого Запада. В 1960-е годы режиссёр стал испытывать серьёзные проблемы со здоровьем. Давали о себе знать пристрастие к курению и выпивке, а также боевое ранение. На какое-то время он даже потерял зрение. В эти годы политические взгляды Форда заметно правеют: вместе со своим старым другом Уэйном он высказывается за продолжение войны во Вьетнаме. Парадоксально, но в своём творчестве Форд, наоборот, полевел. Фильм «Сержант Ратледж» (1960) поднимал тему межрасовых отношений; «Человек, который застрелил Либерти Вэланса» (1962) был снят в несвойственной «классическому Форду» стилистике «антивестерна»; в картине «Осень шайеннов» (1964) рассказывалось об одном из трагических эпизодов индейских войн.
Незадолго до смерти, когда Форд лежал в онкологической клинике, Американский институт кино объявил его первым обладателем награды за вклад в развитие киноискусства, а президент Никсон наградил его Президентской медалью Свободы и присвоил звание адмирала. В 1998 году в городе Портленд ему был установлен памятник.

## Режиссёрский почерк

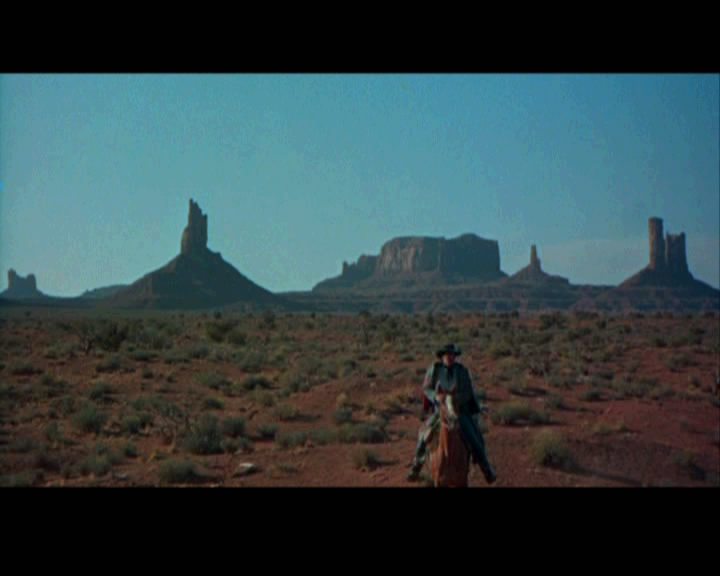
Кадр из фильма «Искатели» (1956).

За свои почти 50 лет режиссёрской деятельности Форд снял приблизительно 130 кинофильмов. Наибольшее внимание уделял трём темам: Ирландии как родине своих предков, освоению американского Запада и будням американской армии. Своих героев, как и бескрайние пейзажи, он предпочитал снимать с низкого угла, что придавало им эпическое величие. Форда мало интересовали женские персонажи; в некоторых его фильмах они почти отсутствуют, за что его обвиняли в женоненавистничестве. В ряде его фильмов фигурирует мистика игральных карт. В одной из своих последних работ, «Человек, который застрелил Либерти Вэланса» (1962), Форд признаёт, что пресловутый героизм едва ли существует, однако потребность общества в героях неискоренима.
Многие исследователи[какие?] отмечали минимализм его творческого стиля: любовь к долгим планам, минимум монтажных склеек, аскетизм движения камеры. По мнению Жана-Люка Годара: «Форд исповедовал мысль, что кино это только кино, что в нём все должно быть просто. Этот человек неизменно обращался к одним и тем же сюжетам. Это обычно свойственно писателям, особенно европейским. И ещё меня привлекал документализм его фильмов — лошадь, поющий человек, девушка, пейзаж и… всё. Так он поступал всю жизнь. Его можно назвать абсолютным режиссёром».
О влиянии Форда на своё творчество говорили такие титаны мирового кинематографа, как Орсон Уэллс, Ингмар Бергман, Акира Куросава и Мартин Скорсезе. Большим почитателем его творчества был мастер спагетти-вестерна Серджо Леоне.
В 2018 году производное прилагательное от фамилии режиссёра Fordian было включено в Оксфордский словарь английского языка.

## Фильмография

### Немые фильмы
- 1917 — «Против Бродвея» / Bucking Broadway
- 1918 — «Дикие женщины» / Wild Women
- 1920 — «Просто приятели» / Just Pals
- 1921 — «Дороги отчаяния» / Desperate Trails (утерян)
- 1923 — «Камео Кирби» / Cameo Kirby
- 1924 — «Железный конь» / The Iron Horse (в титрах не указан)
- 1926 — «Трое негодяев» / 3 Bad Men
- 1926 — «Синий орёл» / The Blue Eagle
- 1928 — «Дом вешателя» / Hangman’s House
- 1928 — «Полицейский Райли» / Riley the Cop (в титрах не указан)

### Звуковые фильмы

#### 1920-е
- 1928 — «Четыре сына» / Four Sons
- 1929 — «Салют» / Salute
- 1930 — «Вверх по реке» / Up the River

#### 1930-е
- 1931 — «Эрроусмит» / Arrowsmith
- 1932 — «Плоть» / Flesh
- 1933 — «Доктор Булл» / Doctor Bull
- 1934 — «Потерянный патруль» / The Lost Patrol
- 1934 — «Мир движется вперёд» / The World Moves On
- 1934 — «Судья Прист» / Judge Priest
- 1935 — «Весь город говорит» / The Whole Town’s Talking
- 1935 — «Осведомитель» / The Informer
- 1935 — «Пароход, плывущий по течению» / Steamboat Round the Bend
- 1936 — «Узник острова акул» / The Prisoner of Shark Island
- 1936 — «Мария Шотландская» / Mary of Scotland
- 1936 — «Плуг и звёзды» / The Plough and the Stars
- 1937 — «Крошка Вилли Винки» / Wee Willie Winkie
- 1937 — «Ураган» / The Hurricane
- 1938 — «Приключения Марко Поло» / The Adventures of Marco Polo (совместно с А. Майо, в титрах не указан)
- 1938 — «Четверо мужчин и помощница» / Four Men and a Prayer
- 1938 — «Патруль подводной лодки» / Submarine Patrol
- 1939 — «Дилижанс» / Stagecoach
- 1939 — «Молодой мистер Линкольн»/ Young Mr. Lincoln
- 1939 — «Барабаны долины Мохок» / Drums Along the Mohawk
- 1940 — «Гроздья гнева» / The Grapes of Wrath
- 1940 — «Долгий путь домой» / The Long Voyage Home

#### 1940-е
- 1941 — «Табачная дорога» / Tobacco Road
- 1941 — «Как зелена была моя долина» / How Green Was My Valley
- 1945 — «Они были незаменимыми» / They Were Expendable
- 1946 — «Моя дорогая Клементина» / My Darling Clementine
- 1947 — «Беглец» / The Fugitive
- 1948 — «Форт Апачи» / Fort Apache
- 1948 — «Три крёстных отца» / 3 Godfathers
- 1949 — «Пинки» / Pinky (через неделю после начала съёмок заменён Э. Казаном)
- 1949 — «Она носила жёлтую ленту» / She Wore a Yellow Ribbon
- 1950 — «Когда Вилли марширует домой» / When Willie Comes Marching Home
- 1950 — «Фургонщик» / Wagon Master
- 1950 — «Рио-Гранде» / Rio Grande

#### 1950-е
- 1952 — «Тихий человек» / The Quiet Man
- 1952 — «Какова цена славы» / What Price Glory
- 1953 — «Яркий свет солнца» / The Sun Shines Bright
- 1953 — «Могамбо» / Mogambo
- 1955 — «Длинная серая линия» / The Long Gray Line
- 1955 — «Мистер Робертс» / Mr. Roberts (совместно с М. Лероем)
- 1956 — «Искатели» / The Searchers
- 1957 — «Крылья орлов» / The Wings of Eagles
- 1957 — «Восход луны» / The Rising of the Moon
- 1958 — «День Гидеона» / Gideon’s Day
- 1958 — «Последний салют» / The Last Hurrah
- 1959 — «Кавалеристы» / The Horse Soldiers
- 1960 — «Сержант Ратледж» / Sergeant Rutledge

#### 1960-е
- 1961 — «Два всадника» / Two Rode Together
- 1962 — «Человек, который застрелил Либерти Вэланса» / The Man Who Shot Liberty Valance
- 1962 — «Как был завоёван Запад» / How the West Was Won
- 1963 — «Риф Донована» / Donovan’s Reef
- 1964 — «Осень шайеннов» / Cheyenne Autumn
- 1966 — «7 женщин» / 7 Women

### Документальные фильмы о Джоне Форде
- 1971 — «Поставлено Джоном Фордом» / Directed by John Ford
- 1971 — «Американский Запад Джона Форда» / The American West of John Ford
- 2019 — «Джон Форд. Человек, придумавший Америку» / John Ford, l'homme qui inventa l'Amérique

## Награды
Единственный в истории обладатель четырёх «Оскаров» за лучшую режиссуру:
- 1936 — за фильм «Осведомитель»
- 1941 — за фильм «Гроздья гнева»
- 1942 — за фильм «Как зелена была моя долина»
- 1953 — за фильм «Тихий человек»